# Jyri Häkämies

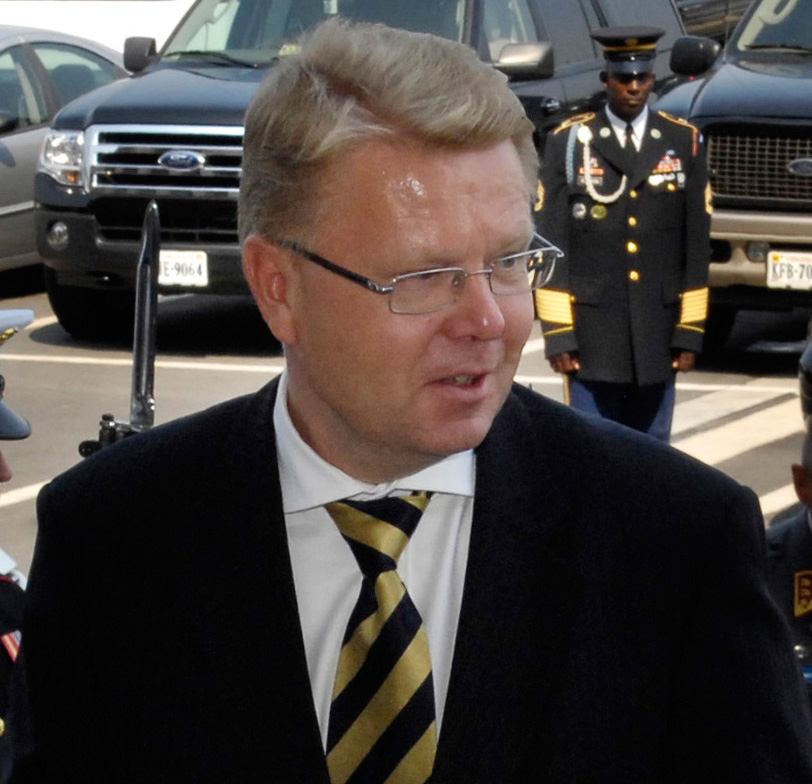
Jyri Häkämies, 2007

Jyri Häkämies (* 30. August 1961 in Kotka) ist ein finnischer Minister.

## Leben
Häkämies war beim Militär und machte einen Universitätsabschluss in Politikwissenschaft. Zwischen 1989 und 1994 war er in Betrieben der Sanoma-Gruppe als Sprecher und Vertriebsmanager tätig, wobei er zeitweise auch in einem Aufsichtsrat Mitglied war. Dann wurde er Vorsitzender einer Handelskammer. Er trat in die Nationale Sammlungspartei ein und war 2006/2007 deren Vorsitzender. 
Seit 1999 ist er Parlamentsmitglied. Von 2003 bis 2006 war er auch Vizepräsident der Europäischen Volkspartei. Seit 2005 sitzt er im Stadtrat von Kotka. 2007 wurde er Verteidigungsminister im Kabinett Vanhanen II. Da war er bis 2011 und zeitweise auch gleichzeitig Kanzleramtsminister. Derzeit ist er Wirtschaftsminister.
In seine Amtszeit fällt der Start einer großen Ladestation für Elektroautos im Jahr 2011.
Mit seiner Gattin hat er zwei Kinder.